# Phare de Chicago
Le phare de Chicago (en anglais Chicago Harbor Lighthouse) est un phare actif et automatisé qui se trouve à l'extrémité sud-ouest du lac Michigan à l'entrée de la ville de Chicago (Illinois) protégeant le port de Chicago et son enceinte maritime, à l'est du parc d'attractions et de loisirs de la jetée Navy (Navy Pier) et à l'embouchure de la rivière Chicago.
Il a été construit en 1893 par l'United States Lighthouse Board, l'agence fédérale responsable de la construction et de l'entretien des phares maritimes aux États-Unis. Le phare est la propriété de la ville de Chicago.
Le phare est inscrit sur le prestigieux Registre national des lieux historiques (National Register of Historic Places ; NRHP) depuis le 19 juillet 1984 par le National Park Service (NPS) et fut ajouté à la liste des Chicago Landmarks (CL) le 9 avril 2003 par la Commission on Chicago Landmarks (CCL) de la ville de Chicago. De ce fait, il bénéficie d'une protection fédérale et municipale au titre des monuments historiques et patrimoniaux.

## Histoire

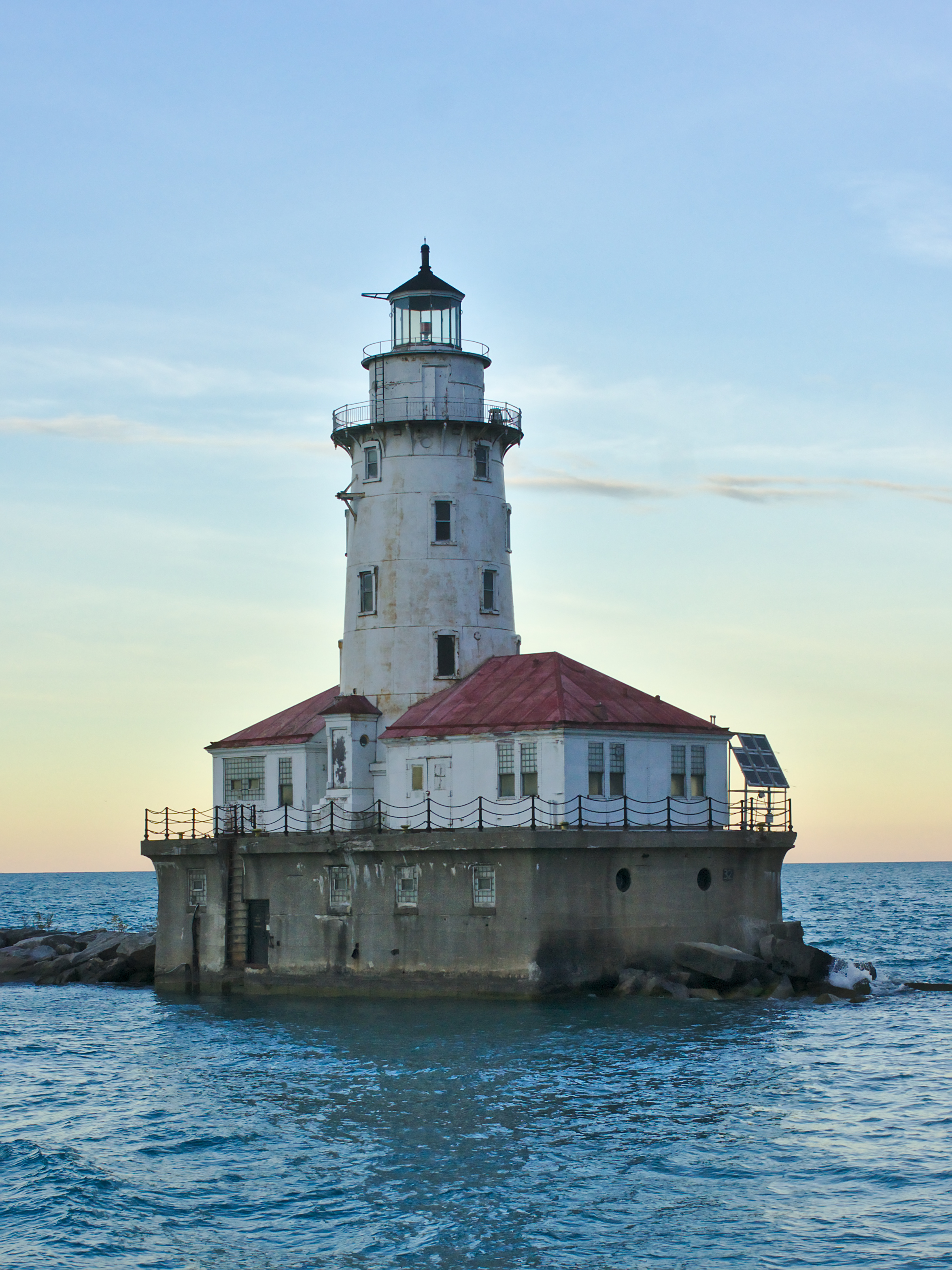
Vue sur le phare.

Le phare a été construit en 1893 pour l'Exposition universelle de Chicago (World's Columbian Exposition) et a été déplacé sur son site actuel en 1919. Le phare a été intégré au sein d'un bâtiment, devenant ainsi une maison-phare, pour accueillir le gardien de phare et sa famille. Avec cet édifice, la Commission des phares des États-Unis (United States Lighthouse Board) a mis en évidence son potentiel et ses qualités dans ses réalisations d'ingénierie. L'une des plus belles œuvres de cette commission à cette époque fut le phare de Spectacle Reef (Spectacle Reef Light), dans le détroit de Mackinac (Michigan), surmonté d'une tour de 111 pieds de haut (34 m). Construit en 1874, ce dernier était considéré comme une « merveille d'ingénierie » et le seul phare capable de rivaliser avec celui de Chicago.
De nombreuses lentilles de Fresnel (dont une lentille ayant reçu un premier prix lors d'une exposition sur les fabrications en verre à Paris) furent exposées durant l'exposition de Chicago qui attira plus de 27 millions de visiteurs en 1893. La lentille qui fut installée dans le phare de Chicago fut à l'origine commandée pour être installée dans le phare de Point Loma près de San Diego, en Californie. Cependant, lorsque l'exposition universelle s'acheva, le Lighthouse Board prit la décision de garder la lentille à Chicago. Ainsi, elle fut installée dans la salle des lanternes de la nouvelle tour du phare de Chicago (la lentille d'origine a depuis été retirée et est maintenant exposée au Cabrillo National Monument en Californie).
Reliée à la terre par un riprap constitué de blocs en béton, la structure du bâtiment comprend trois niveaux : une base en béton, deux bâtiments à toiture rouge et une tour cylindrique blanche conique (haute de 20 m) placée au centre qui est surmontée d'un parapet et du phare lui-même. Le phare de Chicago est doté d'une lentille de Fresnel d'une puissance de 600 000 candelas et d'une portée d'environ 39 kilomètres. Il s'agit d'un phare de « troisième ordre » (distance de 28 km minimum). Son rôle est de signaler l'entrée du port de Chicago aux bateaux naviguant sur le lac Michigan.
En 1917, le brise-lames fut restauré, et en 1919, le phare fut déplacé vers son site actuel. Son signal de brouillard (constitué d'une corne de brume à deux tons) et sa marina furent construits. Depuis 1979, la lumière du phare est automatisée.

## Préservation
Dans la région de Chicago, il n'existe aucun groupe ou association de préservation des phares. C'est l'une des raisons pour lesquelles le phare de Chicago attira l'attention du gouvernement fédéral quant à sa préservation. La plupart des phares situés dans les États de l'Illinois et de l'Indiana ne bénéficient d'aucune forme de protection. Cependant, un certain nombre d'entre eux ayant un attrait historique ou architectural pourraient avoir besoin d'être préservés contre d'éventuelles démolitions. En effet, ils deviennent moins utiles depuis l'émergence des moyens électroniques de géolocalisation. Le phare de Calumet Harbour, juste en bordure de la frontière de l'Indiana au sud-est de Chicago, fut démoli en 1995.

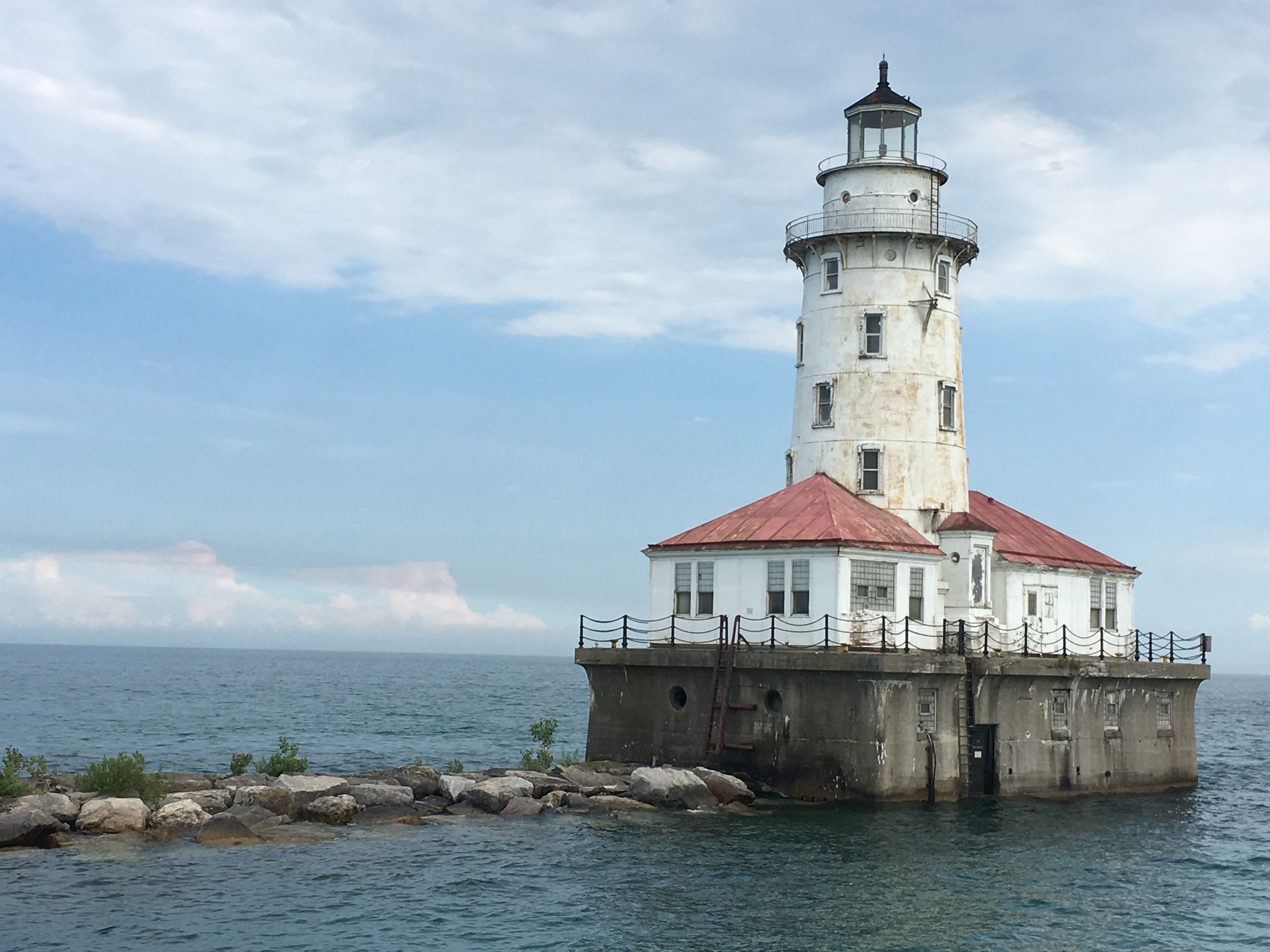
Le phare de Chicago.

En 2005, le phare de Chicago fut déclaré excédentaire par la Garde côtière des États-Unis. En vertu de la Loi nationale sur la préservation des phares historiques de 2000, la gestion du phare de Chicago fut proposée sans frais à des entités éligibles, dont des organismes fédéraux, étatiques et locaux, des sociétés à but non lucratif et des organismes éducatifs. Le 9 avril 2003, le phare fut ajouté à la liste des Chicago Landmarks, par les membres de la Commission on Chicago Landmarks de la ville de Chicago avec l'approbation du conseil municipal de Chicago. Il bénéficie à ce titre d'une protection. Le 24 février 2009, après un long délai, le secrétaire à l'Intérieur des États-Unis Kenneth Lee Salazar transféra la pleine responsabilité du phare à la ville de Chicago.
L'importance du phare et son rôle dans le développement de Chicago est commémorée par une sculpture en relief intitulée « L'esprit des eaux » située à proximité de l'entrée de l'hôtel de ville de Chicago sur LaSalle Street. En effet, Chicago se trouve sur la voie de transport maritime des Grands Lacs d'Amérique du Nord. Cette situation avantageuse sur la ligne continentale de partage des eaux qu'est la voie maritime du Saint-Laurent explique en partie l'essor de la ville à la fin du XIXe siècle et au début du XXe siècle, d'où l'importance historique du phare et les efforts mise en œuvre pour sa préservation. Le Chicago Department of Water (service municipal chargé de la gestion de l'eau) maintient le bon fonctionnement du phare dont des lumières sur chacune de ses quatre cages d'admission d'eau.
En 2009, lorsque la ville de Chicago devint propriétaire du phare, des discussions eurent lieu avec des promoteurs en vue d'un éventuel développement commercial sur le site. Cependant, le conseil municipal de Chicago refusa et le projet n'aboutit pas. Le phare du port de Chicago fait partie intégrante de l'histoire de la ville et constitue un symbole unique et précieux du passé maritime de Chicago. Dans le nord de la région de Chicago, il existe deux phares historiques notables : le phare de Grosse Point (Grosse Point Light) et le phare de Waukegan Harbor (Waukegan Harbor Light).
En mars 2022, Friends of the Chicago Harbor Lighthouse (connu sous l'acronyme « FOCHL » ; en français « Amis du phare du port de Chicago »), un organisme de bienfaisance à but non lucratif de type 501(c)(3), a été créé avec pour mission de préserver, restaurer et célébrer le phare du port de Chicago. En décembre 2023, le FOCHL a soumis une demande au National Park Service pour le transfert de propriété du phare de la ville de Chicago à l'organisation à but non lucratif.

## Observation du phare
Le phare, toujours en activité, sert à orienter les bateaux qui naviguent sur le lac Michigan et à les diriger vers l'entrée du port de Chicago (Port of Chicago). Le phare n'est pas directement implanté sur la côte mais se trouve un peu en retrait des terres sur le lac, dans l'enceinte maritime et portuaire de Chicago (Chicago Harbor). L'accès au phare est interdit au public.
La meilleure vue que l'on puisse avoir du phare sans quitter la terre ferme se fait depuis les promenades de la jetée Navy (Navy Pier) et particulièrement là où la jetée se finit, c'est-à-dire à son extrémité est. Pour pouvoir s'approcher du phare de plus près, des tours en bateaux sont possibles, en effet la marina de Monroe (Monroe Harbor), qui accueille notamment un port de plaisance, est située juste au sud de la jetée sur les rives de Grant Park. Durant la période estivale, les escapades en bateau sont très prisées par les touristes et les habitants de Chicago qui veulent découvrir la ville sous un angle différent en naviguant sur la rivière Chicago et le lac Michigan. Il s'agit également d'un bon moyen pour avoir une perspective générale du panorama urbain de Chicago, l'un des plus importants au monde.

## Dans la culture populaire
Dans plusieurs films et séries télévisées on peut apercevoir le phare dont notamment :
- La scène d'intronisation du film Mon beau-père et moi (2000) de Jay Roach.

## Galerie d'images

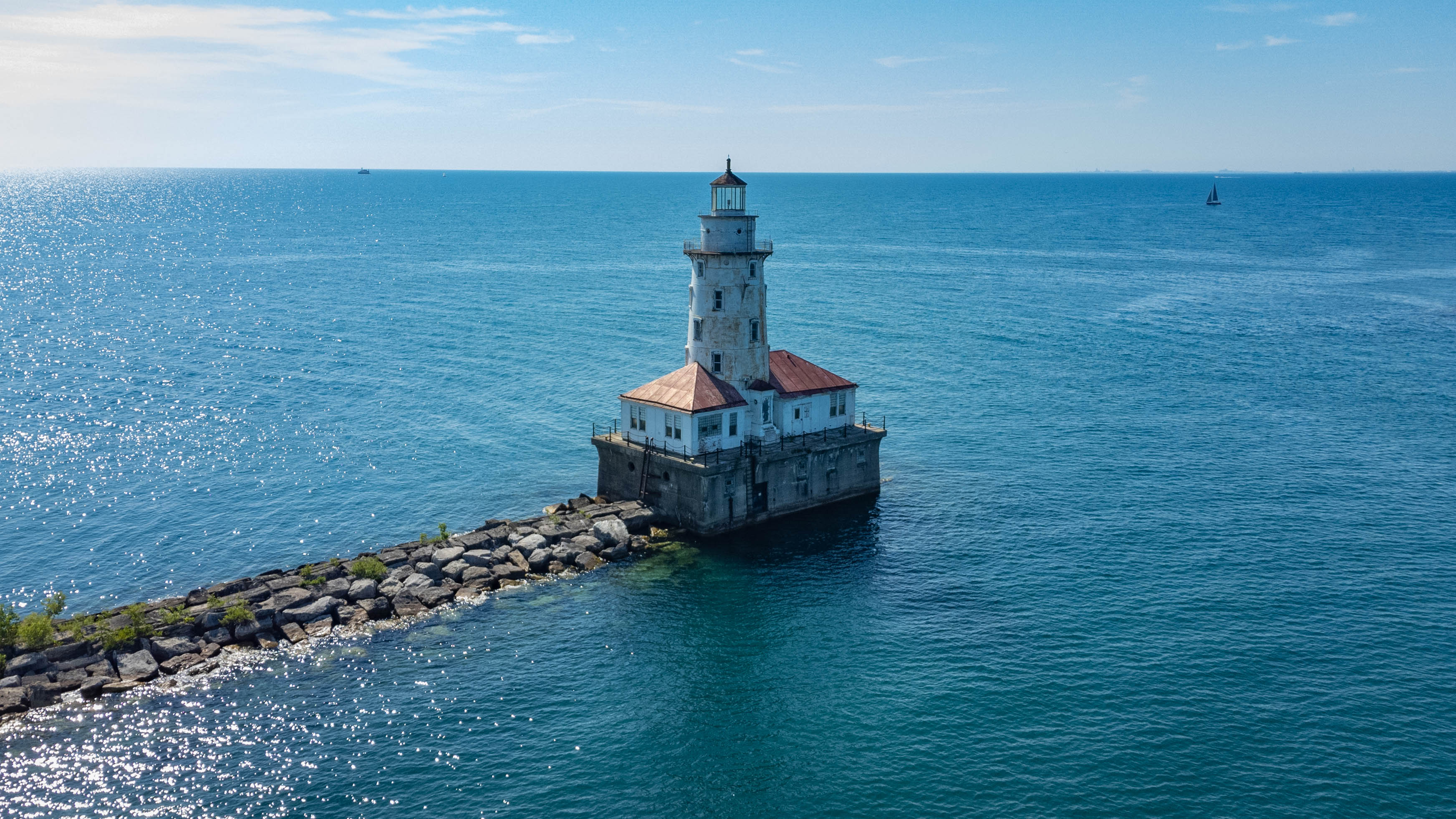
Le phare de Chicago (juillet 2022).
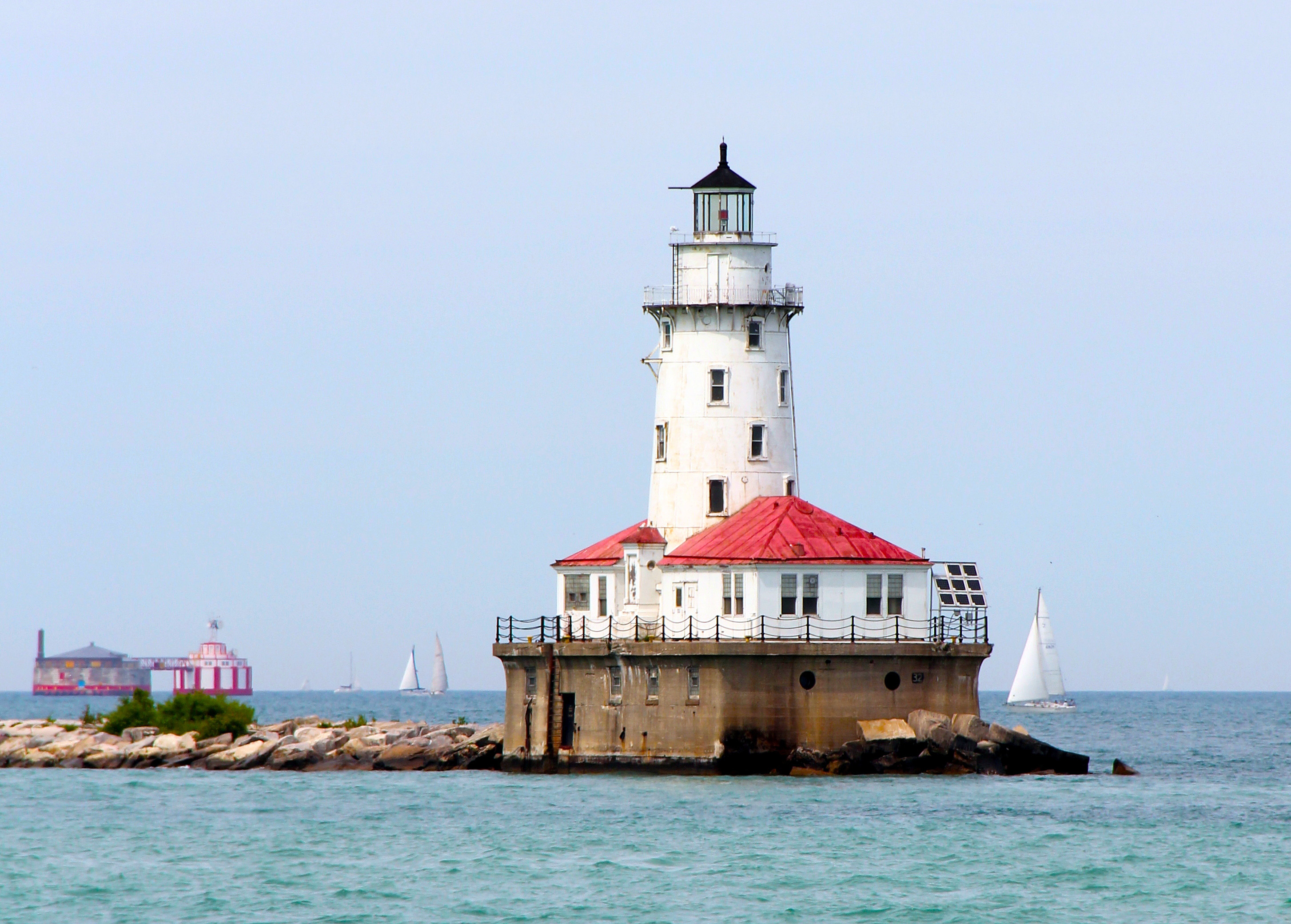
Le phare depuis un bateau (octobre 2011).
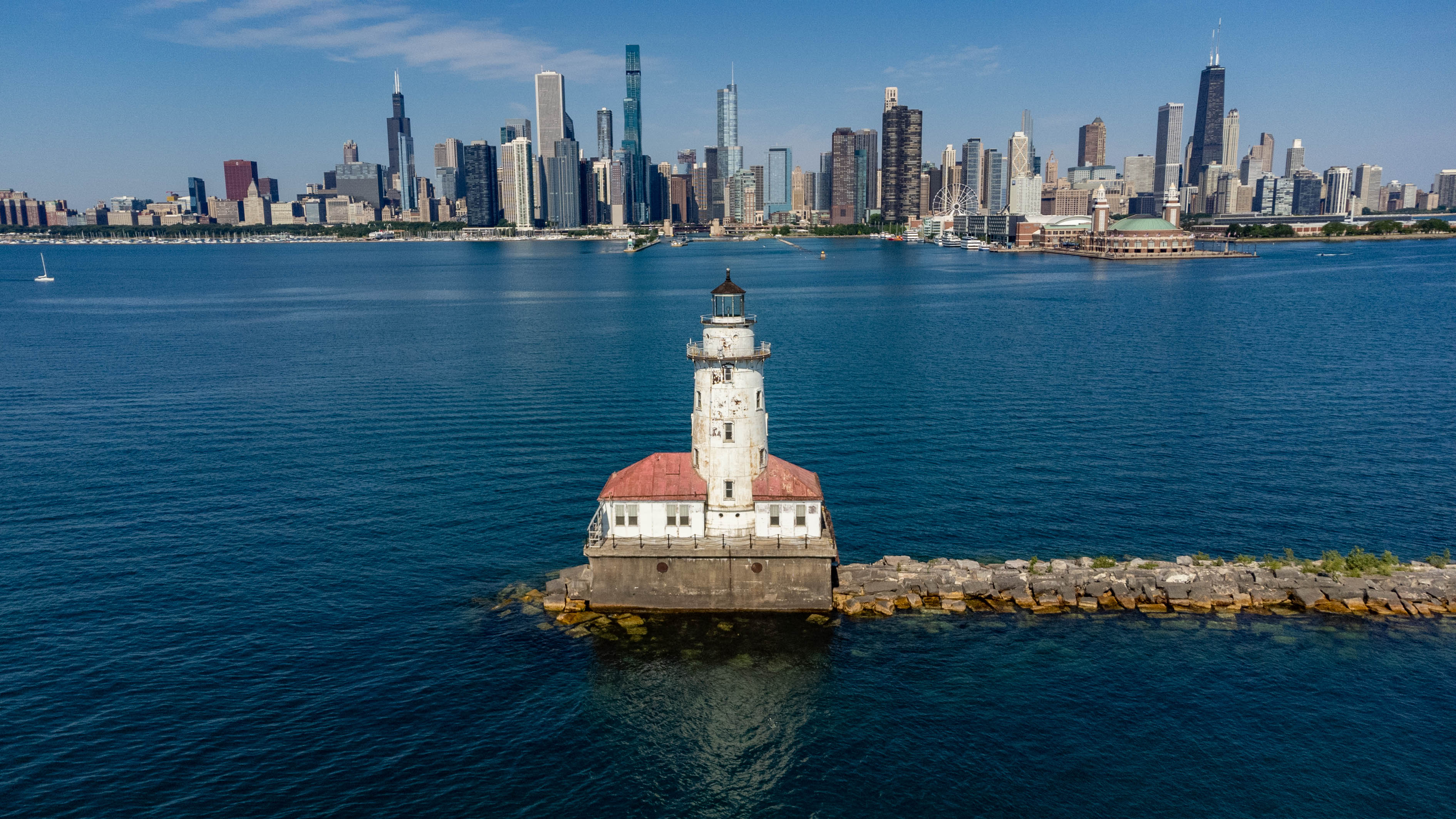
Les gratte-ciel de Downtown Chicago en arrière-plan (2022).
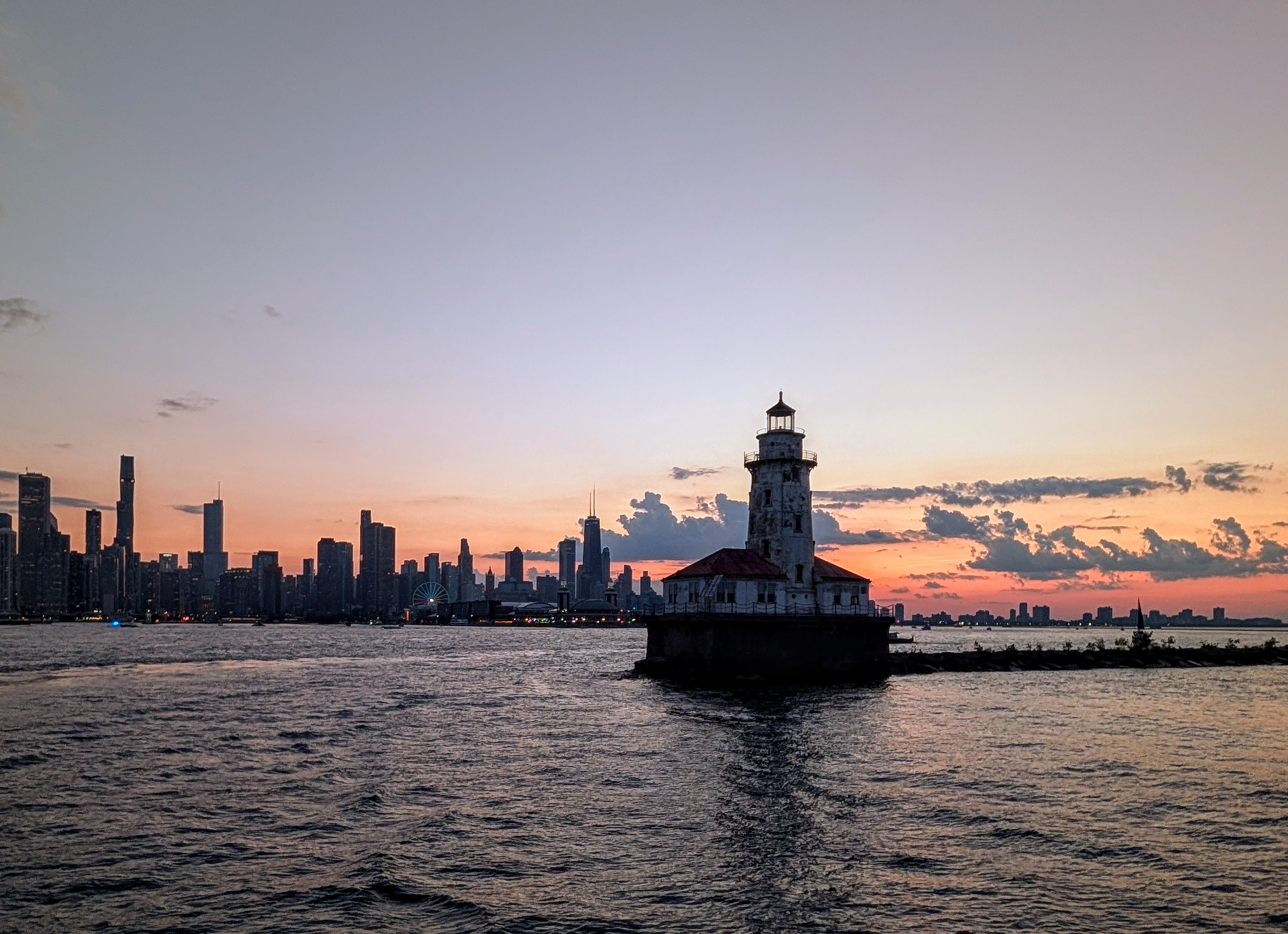
Coucher de soleil sur le phare (juillet 2025).